# Прапор Жидачівського району
Пра́пор Жида́чівського райо́ну затверджений рішенням № 104 від 8 травня 2003 року Жидачівської районної ради IV скликання на VII (позачерговій) сесії. Автор проєкту прапора  — А. Гречило.

## Опис прапора
Прапор: прямокутне полотнище, зі співвідношенням сторін 2:3, розділене вертикально на два рівновеликі поля — від древка синє, на якому 3 крокуючі (у сторону древка) жовті леви з червоними язиками, з вільного краю — жовте поле.